# Clefs-Val d'Anjou
Clefs-Val d'Anjou is een voormalige gemeente in het Franse departement Maine-et-Loire in de regio Pays de la Loire. De gemeente telde 1314 inwoners (2012) en maakte deel uit van het arrondissement Saumur.
De gemeente ontstond op 1 januari 2013 door de fusie van de toenmalige gemeenten Clefs en Vaulandry. Op 1 januari is de gemeente opgeheven en zijn de Clefs en Vaulandry deelgemeenten geworden van Baugé-en-Anjou.

## Geografie
De oppervlakte van Clefs-Val d'Anjou bedraagt 53,57 km², de bevolkingsdichtheid is 25 inwoners per km².
De onderstaande kaart toont de ligging van Clefs-Val d'Anjou met de belangrijkste infrastructuur en aangrenzende gemeenten.